# Gieorgij Zażycki
Gieorgij Siemionowicz Zażycki (ros. Георгий Семёнович Зажицкий; ur. 5 lutego 1946 w Łudze) – radziecki szpadzista, brązowy medalista olimpijski i złoty medalista mistrzostw świata.
Na igrzyskach olimpijskich w Monachium w 1972 roku reprezentacja ZSRR w składzie: Wiktor Modzolewski, Siergiej Paramonow, Igor Waletow, Gieorgij Zażycki i Hryhorij Kriss zdobyła w zawodach drużynowych brązowy medal. W rywalizacji indywidualnej nie startował. Był to jego jedyny start olimpijski.
Podczas mistrzostw świata w Hawanie w 1969 roku wspólnie z Aleksiejem Nikanczikowem, Hryhorijem Krissem, Siergiejem Paramonowem i Igorem Waletowem zwyciężył w zawodach drużynowych.
Po zakończeniu kariery pracował jako trener. W latach 1983–1990 prowadził reprezentację Estonii.

## Osiągnięcia
Konkurencja: szpada
Igrzyska olimpijskie
- drużynowo (1972)